# Plectranthus papilionaceus
Plectranthus papilionaceus là một loài thực vật có hoa trong họ Hoa môi. Loài này được Ranir. & Phillipson mô tả khoa học đầu tiên năm 2007.